# Coffea montekupensis
Espèce
Statut de conservation UICN

 NT  : Quasi menacé
Coffea montekupensis, le caféier du mont Koupé, est une espèce de plantes dicotylédones de la famille des Rubiaceae, originaire du Cameroun.
Noms vernaculairesDeha Mbine, Dea Mbone, signifiant « œil de cerf » en akoose (langue des Bakossis).

## Description
Coffea montekupensis est un arbrisseau de sous-bois, de 2 à 4 m de haut ; il présente des fleurs solitaires de couleur rose, caractéristique rare dans le genre Coffea, et des fruits rouge brillant à maturité.

## Distribution et habitat
C'est une plante endémique, qui n'est connue que dans une aire limitée du territoire tribal des Bakossis, c'est-à-dire le mont Koupé et les monts Bakossi.

## Statut de conservation
L'espèce est classée comme espèce vulnérable (VU) au regard des critères de l'Union internationale pour la conservation de la nature (IUCN).
Des affiches destinées à sensibiliser la population à la nécessité de préserver les espèces végétales rares et menacées d'extinction ont été diffusés dans l'ouest du Cameroun par les Jardins botaniques royaux de Kew. Celle relative à l'espèce Coffea montekupensis a suscité un intérêt certain et a montré que la reconnaissance de cette plante, localement commune, est acquise. 

## Taxinomie
Coffea montekupensis a été découverte à l'occasion d'une campagne d'exploration botanique menée conjointement par les Jardins botaniques royaux de Kew et l'Herbier national du Cameroun de 1995 à 2001 d'abord dans le mont Koupé puis étendue à partir de 1998 dans les monts Bakossi.
L'espèce a été décrite et publiée en 1997 dans le Kew Bulletin par le botaniste belge Piet Stoffelen.
Cette espèce est l'une des douze espèces  (en y incluant Coffea arabica qui s'y est naturalisée) de caféiers reconnues au Cameroun.
- Coffea arabica L. (1753) (espèce naturalisée),
- Coffea liberica Bull. ex Hiern (1876),
- Coffea brevipes Hiern (1876),
- Coffea canephora A.Froehner (1897),
- Coffea congensis A. Froehner (1897),
- Coffea mayombensis A.Chev. (1947),
- Coffea leonimontana Stoffelen (1997),
- Coffea heterocalyx Stoffelen (1997),
- Coffea magnistipula Stoffelen & Robbr. (1997),
- Coffea montekupensis Stoffelen (1997),
- Coffea bakossii Cheek & Bridson (2002),
- Coffea fotsoana Stoffelen & Sonké (2004).

Six de ces espèces n'ont été découvertes et décrites que depuis 1997.